# Маябеке (провінція)
22°58′5″ пн. ш. 82°09′21″ зх. д. / 22.96806° пн. ш. 82.15583° зх. д.
Маябеке (ісп. Provincia de Mayabeque) — провінція Куби з центром у місті Сан-Хосе-де-лас-Лахас. Створена 2011 року шляхом поділу провінції Гавана. Названа на честь річки Маябеке, найбільшої в цьому регіоні.

## Муніципалітети
| Муніципалітет         | км²      | Населення | чол./км² |
| --------------------- | -------- | --------- | -------- |
| Бехукал               | 116,36   | 26.966    | 231,7    |
| Сан-Хосе-де-лас-Лахас | 592,67   | 74.186    | 125,2    |
| Харуко                | 275,9    | 25.135    | 91,1     |
| Санта-Крус-дель-Норте | 379,38   | 34.216    | 90,2     |
| Мадруга               | 459,58   | 29.805    | 64,9     |
| Нуева-Пас             | 522,8    | 25.471    | 48,7     |
| Сан-Ніколас           | 228,86   | 20.695    | 90,4     |
| Гуінес                | 433,09   | 67.919    | 156,8    |
| Мелена-дель-Сур       | 233,56   | 20.646    | 88,4     |
| Батабано              | 263,43   | 26.944    | 102,3    |
| Ківікан               | 227,1    | 29.463    | 129,7    |
| Разом                 | 3.732,73 | 381.446   | 102,2    |

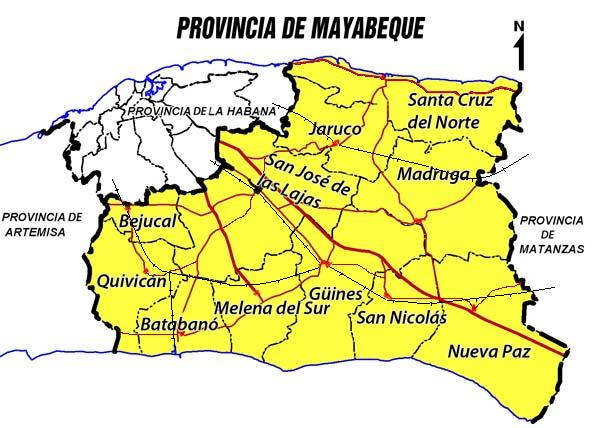
Карта провінції Маябеке

Джерело: перепис населення 2010 року 

## Демографія
У 2010 році, населення провінції становило 381 446 чоловік. З загальною площею 3 732, 73 км², щільність населення 102,2 чол./км².

## Релігія
- Гаванська архідіоцезія Католицької церкви.